# Notospartium
Genre
Synonymes
- Carmichaelia R. Br. (préféré par BioLib)[2]
- Chordospartium Cheeseman[2]
- Corallospartium J.B. Armstr.[2]

Notospartium est un genre de plantes à fleurs dicotylédones de la famille des Fabaceae, sous-famille des Faboideae, originaire d'Australasie, qui compte trois espèces acceptées.

## Liste d'espèces
Selon The Plant List (4 octobre 2018) :
- Notospartium carmichaeliae Hook.f.
- Notospartium glabrescens Petrie
- Notospartium torulosum Kirk